# هفدهمین مراسم جایزه انجمن بازیگران فیلم
 هفدهمین مراسم جایزه انجمن بازیگران فیلم (به انگلیسی: 17st Screen Actors Guild Awards) به افتخار بهترین بازیگران فیلم و تلویزیون سال ۲۰۱۰ برگزار شد. 

## نامزدی‌ها و جوایز

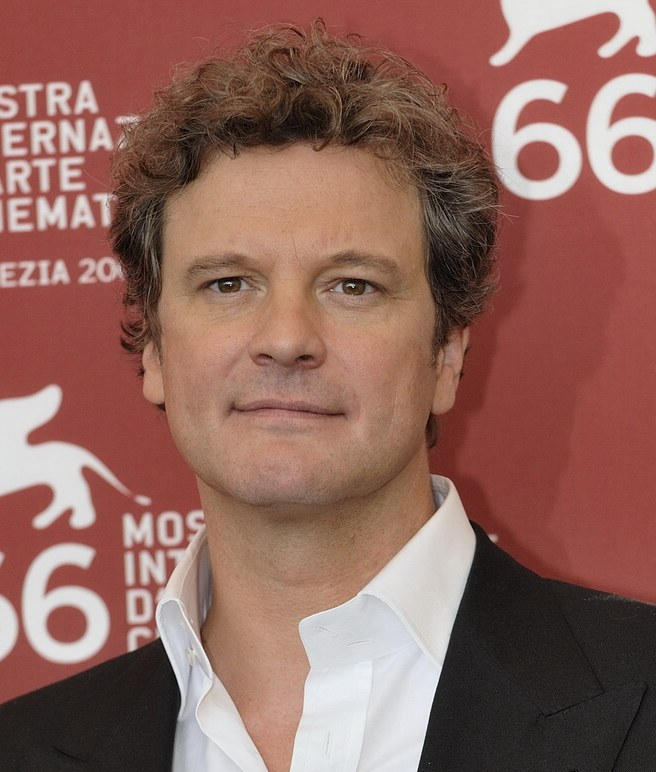
کالین فرث، برنده بهترین بازیگر مرد فیلم درام

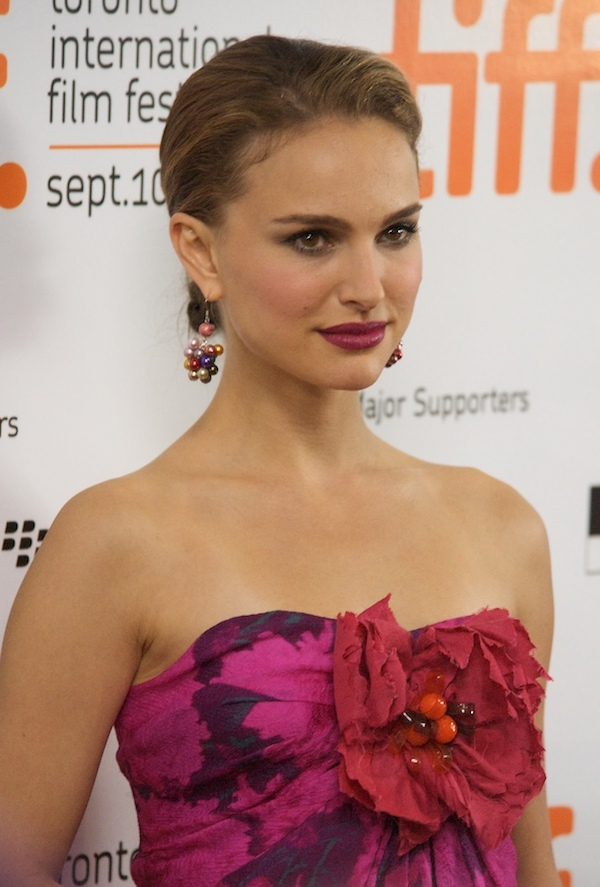
ناتالی پورتمن، برنده بهترین بازیگر زن فیلم درام

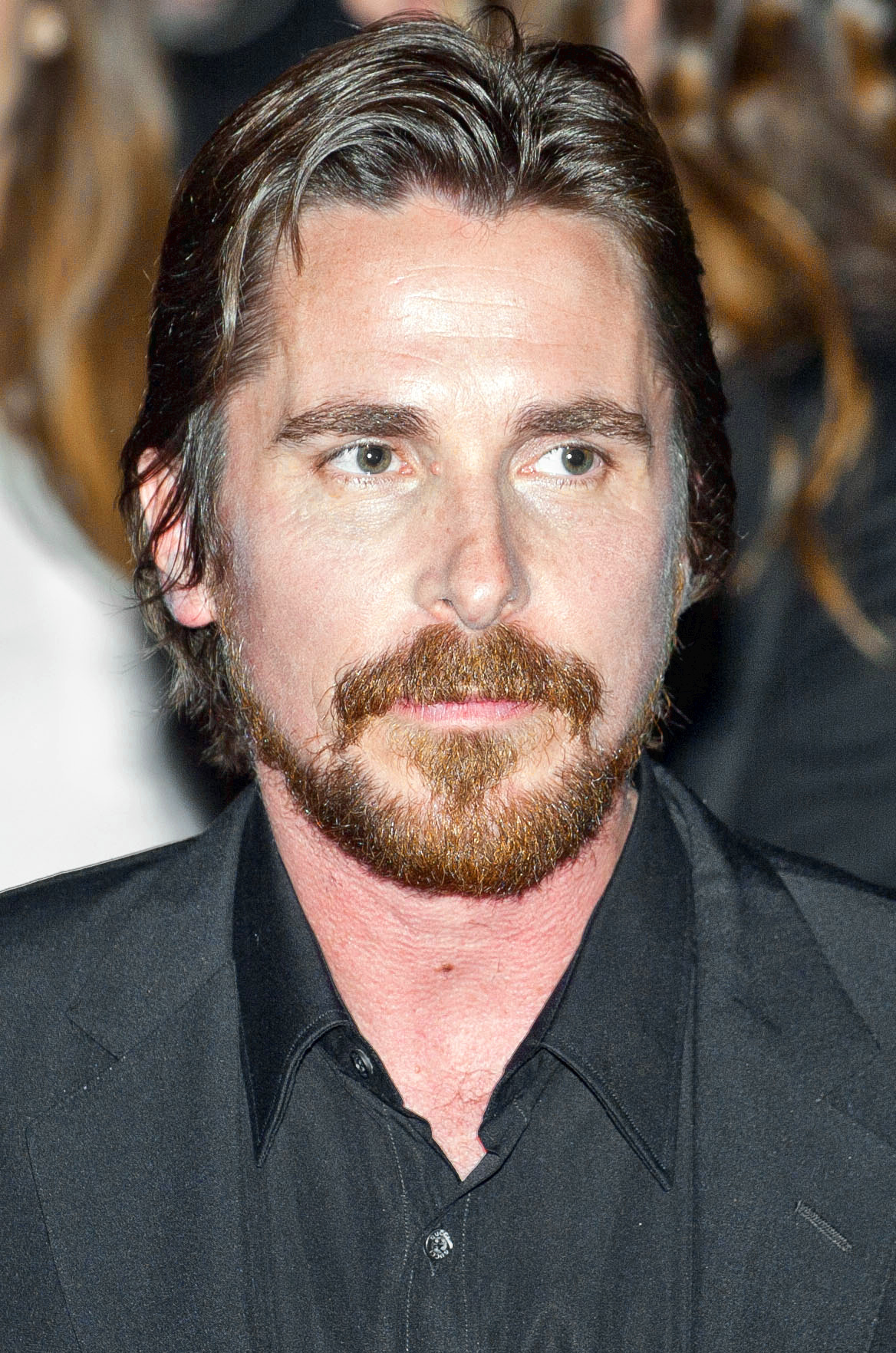
کریستین بیل، برنده بهترین بازیگر مکمل زن فیلم درام

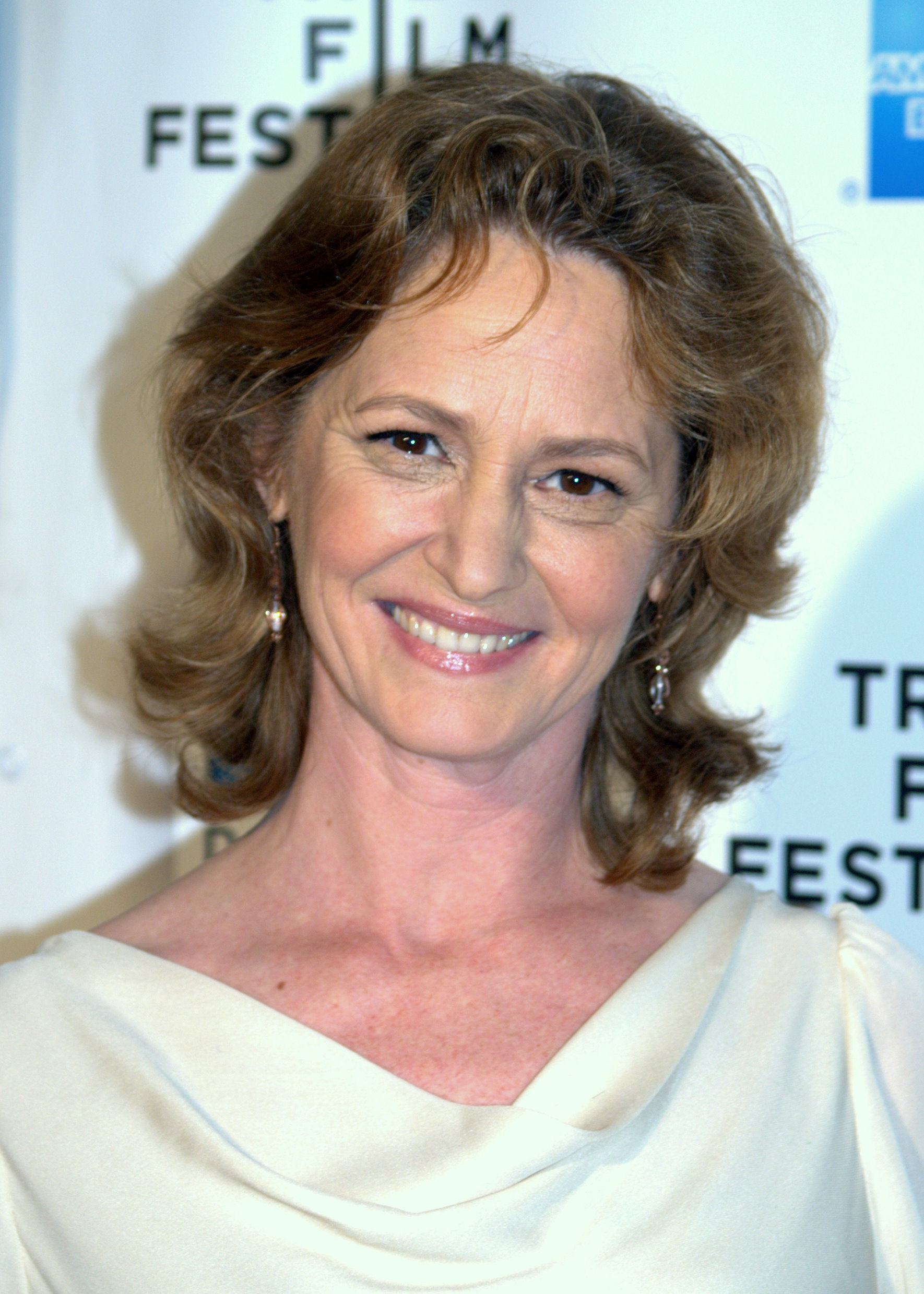
ملیسا لیو، برنده بهترین بازیگر مکمل زن فیلم درام

| کالین فرث   | برای فیلم |
| جف بریجز    | برای فیلم |
| رابرت دووال | برای فیلم |
| جسی آیزنبرگ | برای فیلم |
| جیمز فرانکو | برای فیلم |

| ناتالی پورتمن | برای فیلم |
| آنت بنینگ     | برای فیلم |
| نیکول کیدمن   | برای فیلم |
| جنیفر لارنس   | برای فیلم |
| هیلاری سوانک  | برای فیلم |

| کریستین بیل | برای فیلم |
| جان هاکس    | برای فیلم |
| جرمی رنر    | برای فیلم |
| مارک رافالو | برای فیلم |
| جفری راش    | برای فیلم |

| ملیسا لیو         | برای فیلم |
| امی آدامز         | برای فیلم |
| هلنا بونهام کارتر | برای فیلم |
| میلا کونیس        | برای فیلم |
| هیلی استاینفلد    | برای فیلم |

## برندگان مرد و زن سریال تلویزیونی

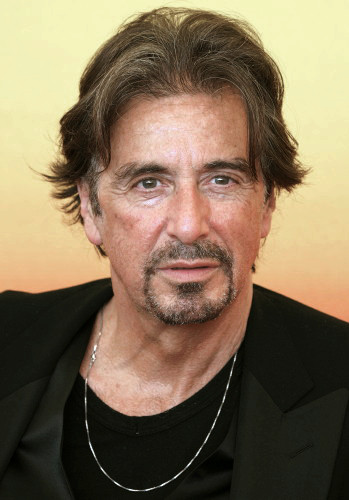
آل پاچینو عملکرد فوق العاده توسط یک بازیگر مرد در یک مینی سریال یا فیلم تلویزیونی
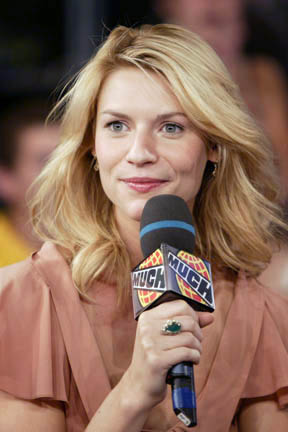
کلیر دینز عملکرد فوق العاده توسط یک بازیگر زن در یک مینی سریال یا فیلم تلویزیونی
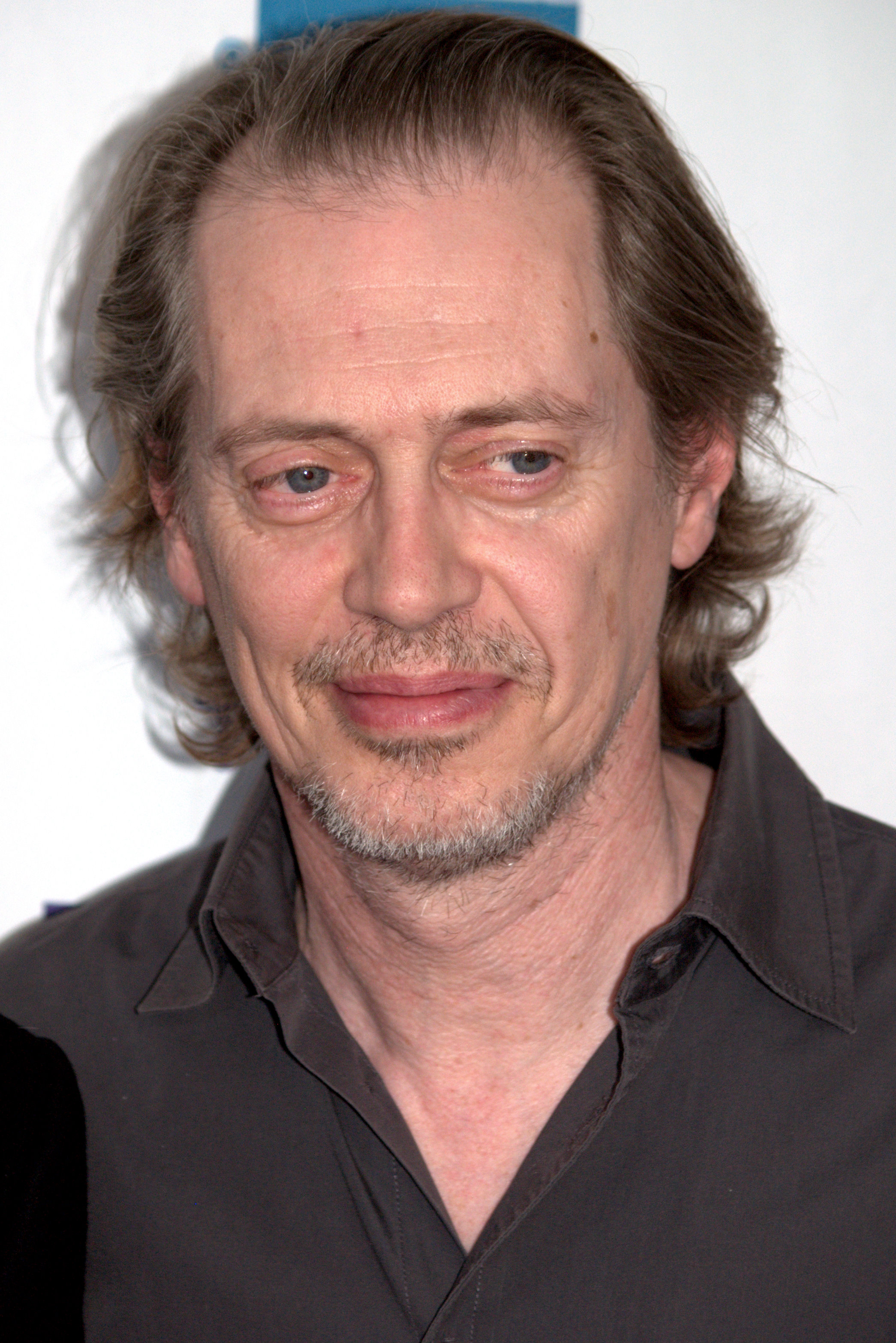
استیو بوشمی عملکرد فوق العاده توسط یک بازیگر مرد در یک سریال درام

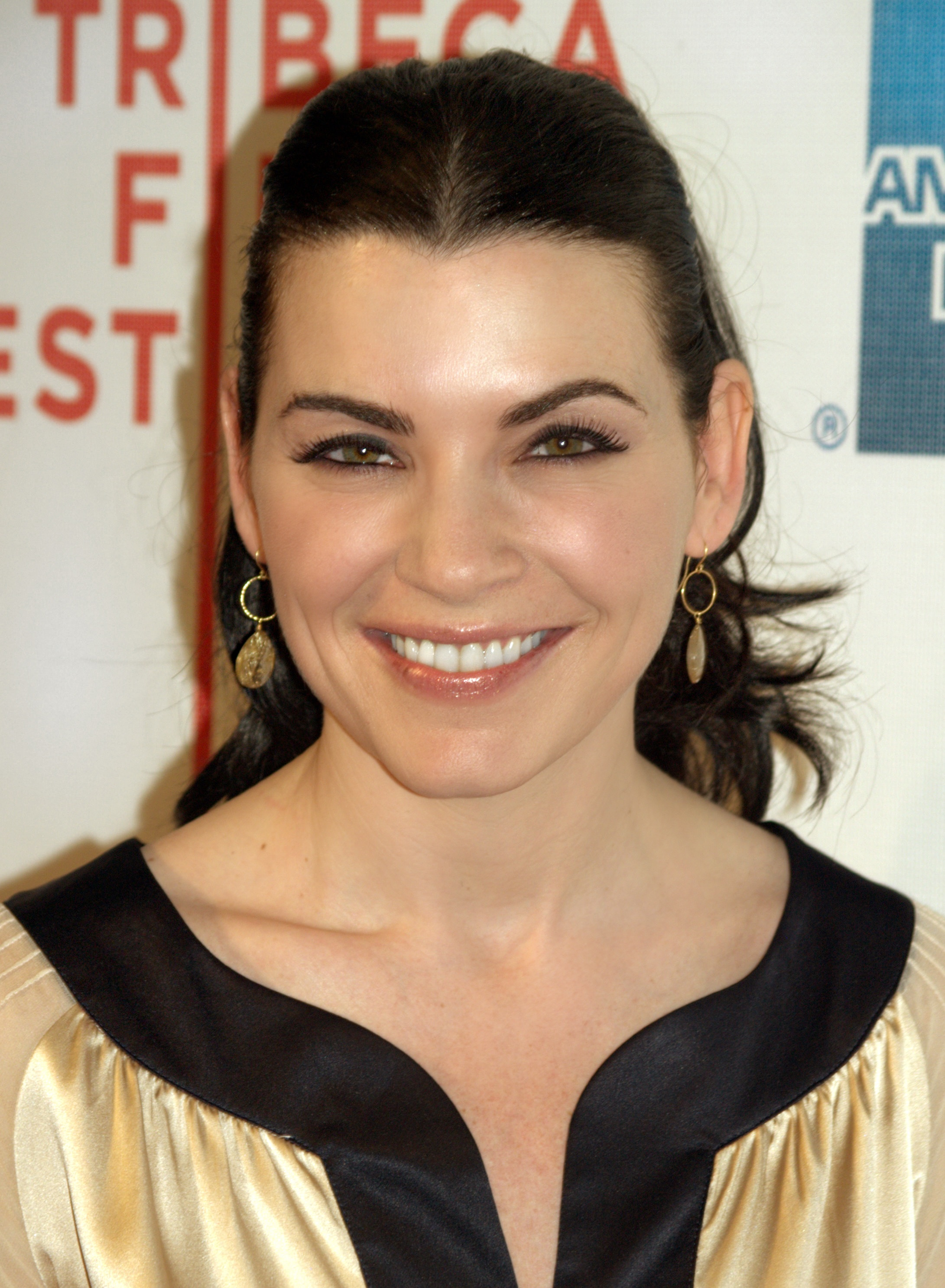
جولیانا مارگولیس عملکرد فوق العاده توسط یک بازیگر زن در یک سریال درام
الک بالدوین عملکرد فوق العاده توسط یک بازیگر مرد در یک سریال کمدی
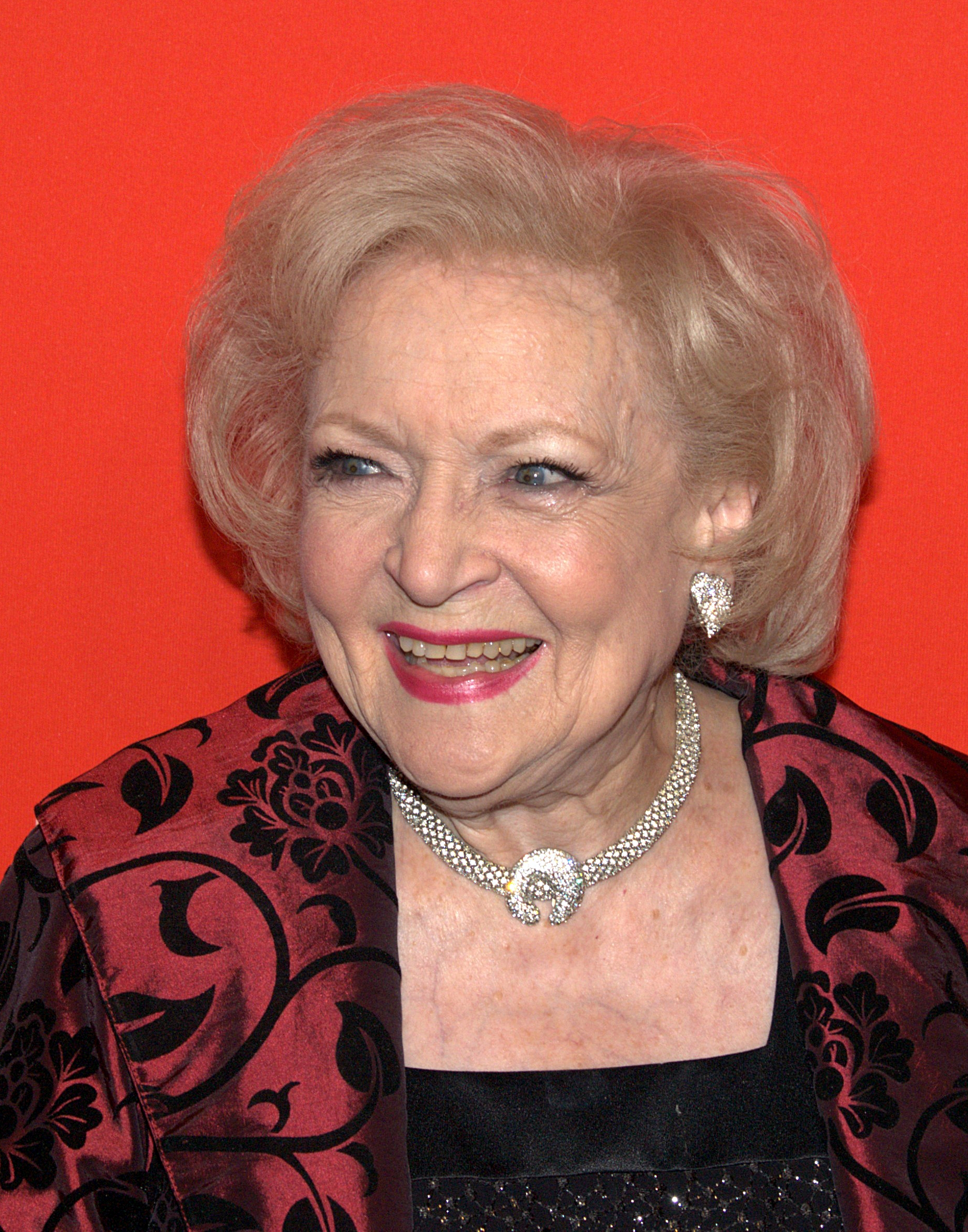
بتی وایت عملکرد فوق العاده توسط یک بازیگر زن در یک سریال کمدی